# Dolšce
Dolšce este o localitate din comuna Kostanjevica na Krki, Slovenia, cu o populație de 100 de locuitori.